# Partito Moderato (Spagna)
Il Partito Moderato (in spagnolo Partido Moderado) o Partito Liberale Moderato (in spagnolo Partido Liberal Moderado) è stato uno dei due partiti politici spagnoli che si contendevano il potere durante il regno di Isabella II (regnante dal 1833 al 1868). Come il rivale Partito Progressista (in spagnolo Partido Progresista), si caratterizzava come liberale e dinastico; entrambi i partiti hanno sostenuto Isabella contro le affermazioni dei carlisti.
I moderati contenevano varie fazioni. Alcuni sostenevano la collaborazione con i progressisti, mentre altri cercavano legami più stretti con l'Ancien Régime. Tuttavia, l'ideologia dominante del partito era l'adesione al centrista juste milieu dei Dottrinari francesi.

## Storia
I "moderati" o "liberali moderati" erano una continuazione dei doceañistas, sostenitori della Costituzione spagnola del 1812 durante il Trienio Liberal ("triennio liberale") del 1820-1823, in contrapposizione ai più radicali exaltados o veinteañistas. Negli ultimi anni del regno di Ferdinando VII avevano operato un progetto comune insieme agli elementi meno assolutisti del suo governo. Alla morte di Ferdinando, sotto la reggenza della regina madre Maria Cristina delle Due Sicilie, appoggiarono la pretesa regia dell'unica figlia del re, Isabella, di tre anni. Al contrario, i carlisti sostenevano una monarchia fortemente assolutista, essenzialmente una continuazione dell'Antiguo Régimen, sotto Carlo di Borbone, conte di Molina.
Il partito venne organizzato nel 1834, durante la presidenza di governo di Francisco Martínez de la Rosa. Dopo diversi anni di dominazione progressista, mantenne il potere ininterrottamente durante la cosiddetta Década moderada ("decennio moderato", 1843-1854) sotto la guida del generale Ramón María Narváez; dopo il bienio progresista ("biennio progressista", 1853-1855) tornò al potere come alleato dell'Unione Liberale (in spagnolo Unión Liberal). Dopo la Gloriosa Rivoluzione del 1868 e la costituzione del 1869 non riuscirono a ottenere la rappresentanza nelle nuove Cortes e persero ogni potere. Quando la monarchia fu restaurata nel 1874 in seguito alla Prima Repubblica Spagnola, si unirono all'Unione Liberale per formare il Partito Conservatore, sotto la direzione di Antonio Cánovas del Castillo.

## Ideologia
L'ideologia politica del "moderatismo" (in spagnolo moderantismo) è paragonabile al conservatorismo britannico e, soprattutto, al dottrinarismo francese, dal quale i suoi ideologi (soprattutto Juan Donoso Cortés) hanno preso parte delle loro argomentazioni.
Le loro idee principali erano:
- Forte potere reale
- Puro capitalismo
- Pace domestica
- Centralismo totale, con tutto il potere proveniente da Madrid.

## Supporto
Il Partito Moderato era sostenuto da parte dell'esercito (gli espadones moderati come il generale Narváez), proprietari terrieri (un'oligarchia di aristocratici tradizionali e alta borghesia, in particolare i grandi proprietari terrieri, i latifondisti dell'Andalusia e della Meseta Central), e una parte della classe media (la cosiddetta gente de orden "gente dell'ordine"). Economicamente il partito tendeva a sostenere il libero scambio, consentendo l'esportazione delle eccedenze agricole, una politica compatibile con gli interessi della sua base sociale. Elettoralmente difendevano il suffragio limitato, in particolare il sufragio censitario, "suffragio censitario" che limitava il censimento elettorale ai facoltosi, solo coloro che possedevano una certa quantità di beni o pagavano una certa somma di tasse.
Una volta sconfitto militarmente il carlismo, la Convenzione di Vergara del 1839, che pose fine alla guerra, permise ad alcuni dei carlisti più moderati di unirsi al partito o di sostenerlo dall'esterno. Allo stesso modo, dopo il Concordato del 1851 il partito ottenne il sostegno di gran parte del clero, sebbene i cosiddetti neocatólicos ("neo-cattolici") rimasero fuori, nutrendo ancora speranze di una restaurazione carlista.